# Доњи Хумац
Доњи Хумац је насељено место у саставу општине Нережишћа, на острву Брачу, Сплитско-далматинска жупанија, Република Хрватска.

## Историја
До територијалне реорганизације у Хрватској налазио се у саставу старе општине Брач.

## Становништво
На попису становништва 2011. године, Доњи Хумац је имао 157 становника.
| Број становника по пописима | Број становника по пописима | Број становника по пописима | Број становника по пописима | Број становника по пописима | Број становника по пописима | Број становника по пописима | Број становника по пописима | Број становника по пописима | Број становника по пописима | Број становника по пописима | Број становника по пописима | Број становника по пописима | Број становника по пописима | Број становника по пописима | Број становника по пописима |
| --------------------------- | --------------------------- | --------------------------- | --------------------------- | --------------------------- | --------------------------- | --------------------------- | --------------------------- | --------------------------- | --------------------------- | --------------------------- | --------------------------- | --------------------------- | --------------------------- | --------------------------- | --------------------------- |
| 1857                        | 1869                        | 1880                        | 1890                        | 1900                        | 1910                        | 1921                        | 1931                        | 1948                        | 1953                        | 1961                        | 1971                        | 1981                        | 1991                        | 2001                        | 2011                        |
| 233                         | 333                         | 384                         | 455                         | 506                         | 540                         | 0                           | 452                         | 442                         | 428                         | 372                         | 256                         | 196                         | 210                         | 166                         | 157                         |

Напомена: У 1921. подаци су садржани у насељу Сутиван (општина Сутиван).

### Попис1991.
На попису становништва 1991. године, насељено место Доњи Хумац је имало 210 становника, следећег националног састава:
| Попис 1991.‍ | Попис 1991.‍ | Попис 1991.‍ | Попис 1991.‍ | Попис 1991.‍ |
| ----------- | ----------- | ----------- | ----------- | ----------- |
|             |             |             |             |             |
| Хрвати      | Хрвати      |             | 203         | 96,66%      |
| Југословени | Југословени |             | 5           | 2,38%       |
| Срби        | Срби        |             | 2           | 0,95%       |
| укупно: 210 |             |             |             |             |